# Daniel Heggli
Daniel Heggli (21 d'abril de 1962) va ser un ciclista suís. Del seu palmarès destaquen dues medalles de plata als Campionats del Món en Contrarellotge per equips.

## Palmarès
- 1982
  - 1r al Cinturó a Mallorca i vencedor d'una etapa